# 리듬스타T
리듬스타T는 2011년 7월 21일 에이앤비 소프트에서 만든 리듬액션게임이며, 리듬스타 시리즈의 3번째 작이다. 2011년 7월 26일 SKT에서 리듬스타T Claassic과 Style이 출시되었고, LGT에서 리듬스타 T Claasic이 출시되었다. KT에도 출시될 예정이었으나, 에이앤비 소프트와 KT와의 불화로 인해 출시되지 못했다.
2010년 10월 30일 1차 CBT(사용성 테스트)가 진행되었고, 2011년 7월 2일 2차 CBT, 2011년 7월 16일 OBT가 진행되었다.
이후, 2011년 11월 1일 SKT에서 리듬스타T Smart가 T 스토어에 출시되었다. 2014년 7월 9일 서비스가 종료되었다.

## 같이 보기
- 리듬스타
- 리듬스타2
- 리듬스타 소셜
- 리듬스타3